# Chiesa di San Pietro (Pirano)
La chiesa di San Pietro (Cerkev sv. Petra in sloveno) è un edificio di culto cattolico situato in piazza Giuseppe Tartini, nel centro della cittadina slovena di Pirano.

## Storia e descrizione
La chiesa fu costruita nel 1272, al di fuori delle mura cittadine, ma fu rifatta nelle attuali forme neoclassiche nel 1818 dall'architetto Pietro Nobile. Sopra il portale bassorilievo della consegna delle chiavi a San Pietro opera dello scultore Antonio Boso.